# Starfleet Orion
Starfleet Orion est un jeu vidéo de type wargame créé par Jon Freeman et Jim Connelly et publié par Automated Simulations à partir de 1978 sur Apple II, Commodore PET et TRS-80. Le jeu prend place dans un univers de science-fiction et simule des affrontements entre deux flottes de vaisseaux spatiaux. Il se joue uniquement à deux, les joueurs jouant chacun à leur tour. À sa sortie, il est salué pour son réalisme par le magazine Byte. Il est considéré comme le premier wargame de science-fiction sur ordinateur et comme l'un des premiers jeux de ce type à vocation commerciale. En 1979, Automated Simulations en publie une suite, baptisé Invasion Orion, qui inclut notamment une intelligence artificielle permettant de jouer seul contre l’ordinateur.

## Développement
Automated Simulations est fondé en 1978 par Jim Connelley et Jon Freeman. Un an plus tôt, alors qu’il travaille en intérim, Jon rencontre Susan Lee-Merrow qui l’invite à participer à une partie de Donjons et Dragons. Il y rencontre Jim, l’un des maîtres du donjon du groupe, et devient un joueur régulier. Pour l’aider dans son rôle de maître du donjon, Jim achète un Commodore PET et afin de rembourser celui-ci, il a l’idée de l’utiliser pour créer un jeu vidéo et demande alors à Jon, avec qui il est devenu ami, de l’aider. Pendant quelques mois, Jon travaille donc sur la conception du jeu pendant que Jim se charge de le programmer en Basic. Ils terminent le jeu, qu’ils baptisent Starfleet Orion, quelques semaines avant noël et fondent alors Automated Simulations pour le distribuer. Après une campagne de publicité dans des magazines spécialisés, ils ne tardent pas à s’apercevoir que malgré ses graphismes primitifs, les navires y étant représentés par des points et les explosions par des astérisques, le jeu se vend plutôt bien. Ils le portent alors sur Apple II et sur TRS-80.